# L'eroismo della telefonista
L'eroismo della telefonista (The Telephone Girl) è un cortometraggio del 1912 prodotto dalla Vitagraph. La regia non è firmata.
Il film - un cortometraggio in un rullo interpretato da Edith Storey e Wallace Reid - fu distribuito nelle sale dalla General Film Company il 2 marzo 1912.

## Produzione
Prodotto dalla Vitagraph, il film era interpretato da Edith Storey e Wallace Reid.

## Distribuzione
Il film - un cortometraggio in una bobina - fu distribuito dalla General Film Company che lo fece uscire nelle sale statunitensi il 2 marzo 1912. In Italia fu distribuito dalla Gaumont nel 1914/15.